# Kateryna Fonseca
Kateryna Fonseca nata Ostrouško (Катерина Фонсека Остроушко; Jenakijeve, 19 gennaio 1991) è una conduttrice televisiva e produttrice televisiva ucraina.

## Biografia

### Primi anni e istruzione
Ha trascorso l'infanzia a Donec'k. Studente alla facoltà di filologia dell'Università di Charkiv, al secondo anno si accorse di aver scelto la specializzazione sbagliata, quindi passò all'apprendimento a distanza e tornò a Donec'k.

### Carriera
Nel 2010, all'età di 19 anni, ha iniziato la carriera televisiva sul canale televisivo di Donec'k Peršyy muničypal'nyy ("primo municipale") come giornalista del programma VUZ-TV.
Nel 2011 ha iniziato a lavorare come giornalista del canale televisivo Donbass, di proprietà di Media Grupa Ukraina. Sei mesi dopo ha debuttato come conduttrice di una trasmissione in diretta, Chas novyn Donbasu ("telegiornale del Donbass"). 
Nel 2012 è divenuta conduttrice del programma Ty ponad use ("tu sei soprattutto"), un talk show quotidiano femminile in diretta che ha condotto sino al 2014. Nello stesso anno è entrata nel team di produzione del canale televisivo Donbass e nel 2014 ha assunto il ruolo di produttrice principale.
Dopo che il canale è stato spostato a Kiev a causa delle azioni militari in Ucraina orientale nel 2014, è diventata conduttrice e produttrice del programma televisivo socio-politico Vsim svitom ("tutto il mondo"), ruolo mantenuto sino al 2015.
Nel 2016 ha diretto il servizio stampa di Rinat Achmetov, presidente della società holding System Capital Management.
Nel 2016 è diventata membro del consiglio di sorveglianza di Media Grupa Ukraina.
Nel 2019 è stata funzionario dei media e addetto stampa personale di Rinat Achmetov.

## Vita privata
Il 25 maggio 2018 ha sposato sul lago di Como l'allenatore di calcio portoghese Paulo Fonseca e ha cambiato il proprio cognome in Fonseca. La coppia ha due figli, Martin e Christian.